# Universidad Autónoma de la Ciudad de México
La Universidad Autónoma de la Ciudad de México (UACM) es una institución de educación superior pública, fundada  en abril de 2001, en la Ciudad de México, como una institución destinada a formar individuos con un perfil crítico e interesados por su realidad social. En 2004 la Asamblea Legislativa del Distrito Federal (ALDF) le otorga su autonomía y con ello fortalece su compromiso de garantizar el mejor nivel en sus actividades académicas.
La UACM posee estudios de Licenciatura y Posgrado en áreas científicas, humanísticas e ingeniería. Está integrada por diversos planteles y es la primera institución pública educativa de nivel superior no federal creada en Ciudad de México.
La UACM es una institución de cultura fiel a la vocación humanista, científica y crítica que ha animado a las auténticas universidades a lo largo de su historia centenaria. Sus funciones son la docencia, la investigación, la difusión de la cultura, la extensión de los servicios educativos a la sociedad y la cooperación con las comunidades de Ciudad de México para la solución de sus problemas y su desarrollo cultural.

## Historia

### Antecedentes
El 12 de febrero del año 2000, muy de madrugada, las fuerzas policiacas federales ingresaron a todos los planteles de la Universidad Nacional Autónoma de México (UNAM) para romper la huelga estudiantil que ya duraba nueve meses. La cual comenzó el 11 de marzo de 1999 cuando la AEU llamó a un paro parcial para manifestarse contra las reformas. En la acción policiaca para romper la toma, aprehendieron a más de mil estudiantes junto con algunos profesores que los apoyaban, los mantuvieron presos y, acusados de delitos mayores, los sujetaron a proceso durante largo tiempo. Apenas tres meses antes, el rector Francisco Barnés de Castro cuya decisión de elevar las colegiaturas (aranceles) había provocado el conflicto, había sido forzado por el gobierno federal para renunciar, y el nuevo rector, sin éxito, había intentado llegar a un acuerdo con los estudiantes. La huelga rechazaba el alza en el costo de los estudios, demandaba que no se redujera el límite de estadía permitida en la Universidad, que se retirara a la agencia privada que aplicaba un examen estandarizado para el ingreso de estudiantes y la realización de un Congreso Universitario. A pesar de que era perfectamente posible satisfacer las demandas estudiantiles (otras universidades ya habían tomado decisiones con esa orientación), la represión fue el final de la más larga huelga en la historia de un siglo de la educación superior mexicana.
El efecto más visible, sin embargo, ocurrió en la Ciudad de México. El conflicto y su final habían generado una crisis al interior de la corriente política dominante, de inspiración izquierdista: el Partido de la Revolución Democrática (PRD). Mientras que la jefatura del gobierno de la Ciudad apoyó abiertamente y facilitó la represión contra los huelguistas, la dirección del partido (con Andrés Manuel López Obrador a la cabeza) se pronunció totalmente en contra. Por eso, cuando meses más tarde este último fue electo Jefe de gobierno de la Ciudad, de inmediato reconoció los esfuerzos de los profesores disidentes de la UNAM y en abril de 2001 autorizó el presupuesto para la creación de una universidad pública para aliviar la escasez de lugares disponibles en la educación superior para los jóvenes aspirantes: la Universidad Autónoma de la Ciudad de México (UACM).

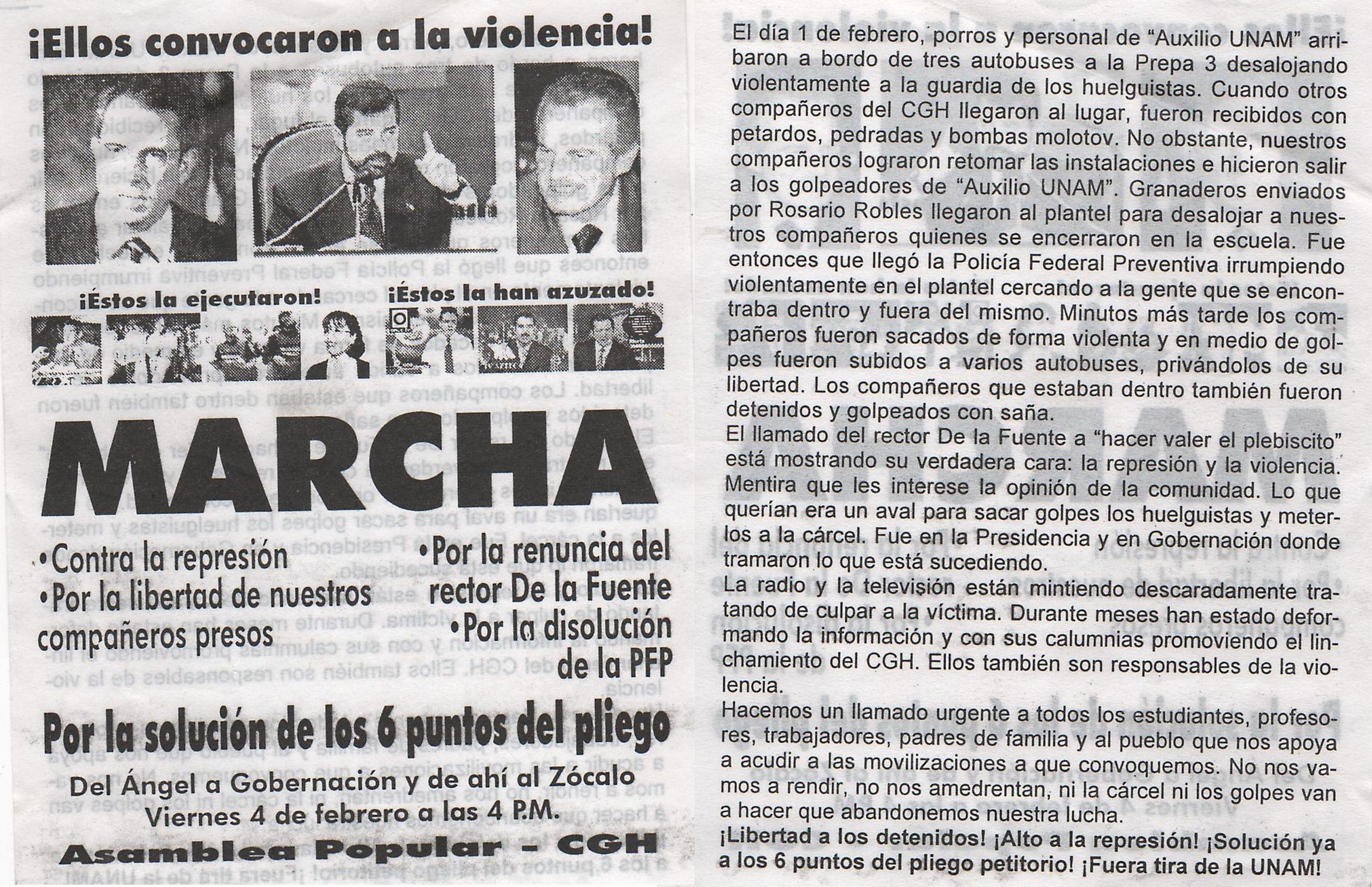
Otro de los muchos volantes a través de los cuales el CGH daba a conocer entre la población su punto de vista del conflicto.

### El surgimiento de una nueva universidad
El 23 de abril de 2001 se funda la Universidad de la Ciudad de México, la por entonces UCM. Se funda con el propósito de integrar una nueva opción educativa para los habitantes del centro de México. La primera convocatoria para inscribirse a la universidad se publicó en el mes de agosto de 2001, y en septiembre inició actividades en dos planteles: Casa Libertad y Centro Histórico. La UCM dependía de la Secretaría de Desarrollo Social del extinto DF y los procesos administrativos estaban definidos en la Ley Orgánica de la Administración Pública del DF. En esta primera etapa, encontramos que la UCM, que se instituyó como una institución democrática, hace un esfuerzo por democratizar el acceso a la educación. A tan sólo dos años de su creación, la UCM iniciaba un proceso de discusión sobre el posible otorgamiento de su autonomía. Por lo que para abril de 2004, la ALDF acuerda realizar foros para analizar la viabilidad de la autonomía de la UCM. En estos foros se discutió el sentido y la necesidad de la autonomía universitaria. Por lo que tras una serie de debates parlamentarios e institucionales el 16 de diciembre de 2004, la por entonces ALDF discutió el dictamen de Decreto de la Ley de la Universidad Autónoma de la Ciudad de México presentado por las Comisiones Unidas de la Administración pública local y la Comisión de educación de la ALDF. La ley fue aprobada por unanimidad con 51 votos a favor, 0 en contra y 0 abstenciones. La ley de la Universidad Autónoma de la Ciudad de México fue publicada en la Gaceta oficial del extinto DF el 5 de enero de 2005, por lo que de esa forma la hasta entonces Universidad de la Ciudad de México (UCM) pasó a tener un estatuto de autonomía adquiriendo el nombre que hasta el día de hoy la distingue como Universidad Autónoma de la Ciudad de Méxio (UACM)
La nueva institución es completamente gratuita (e incluso ofrece becas a muchos de sus estudiantes), no tiene un examen de selección para el ingreso (en su lugar se utiliza un sorteo y quienes no alcanzan cupo ya tienen un lugar reservado el año siguiente); tiene un gobierno democrático, con un consejo integrado exclusivamente por maestros y estudiantes (y unos cuantos representantes administrativos más el rector); tiene una estructura organizativa horizontal y una propuesta pedagógica cuyas principales características son el rechazo a la especialización temprana, el pensamiento crítico, la vinculación entre ciencias y humanidades, relación con el entorno, y el ofrecimiento de una formación profesional y servicios culturales sobre todo para los jóvenes y adultos de las zonas marginadas de la ciudad. Poco a poco se perfiló que se trataba de una institución distinta no solo por esos rasgos, sino por los rasgos sociales que iban caracterizando su matrícula. Por lo anterior, la UACM tiene, además, una propuesta educativa que es muy avanzada en términos de su relación con las problemáticas locales, pues en el conjunto de 19 carreras profesionales y 8 posgrados que ofrece se incluyen programas como Promoción de la Salud, Arte y Patrimonio Cultural, Ingeniería en Sistemas de Transporte Urbano, Modelación Matemática, Energía, Protección Civil, Estudios de la Ciudad, Derechos Humanos, Ciencias Genómicas, Comunicación y Cultura, Historia de las Ideas, y una nueva visión del Derecho. Dichas carreras son de importancia en una mega urbe como es la zona metropolitana donde está enclavada la Ciudad de México. Su misión y visión, sus objetivos, sus programas y planes de estudio, sus estrategias y actividades se enfocan, de acuerdo con su Ley, prioritariamente a la formación de ciudadanos y ciudadanas con capacidad para analizar la realidad de manera crítica, con comprensión multidimensional de los problemas sociales y con conocimientos y herramientas científicas y humanistas suficientes para plantear soluciones viables, de alto compromiso y pertinencia. Fue hasta febrero del 2010 cuando el primer Consejo Universitario aprobó el Estatuto General Orgánico de la Universidad Autónoma de la Ciudad de México (UACM) y el 7 de mayo del 2010 inició sus trabajos la administración 2010-2014.

## Ingreso

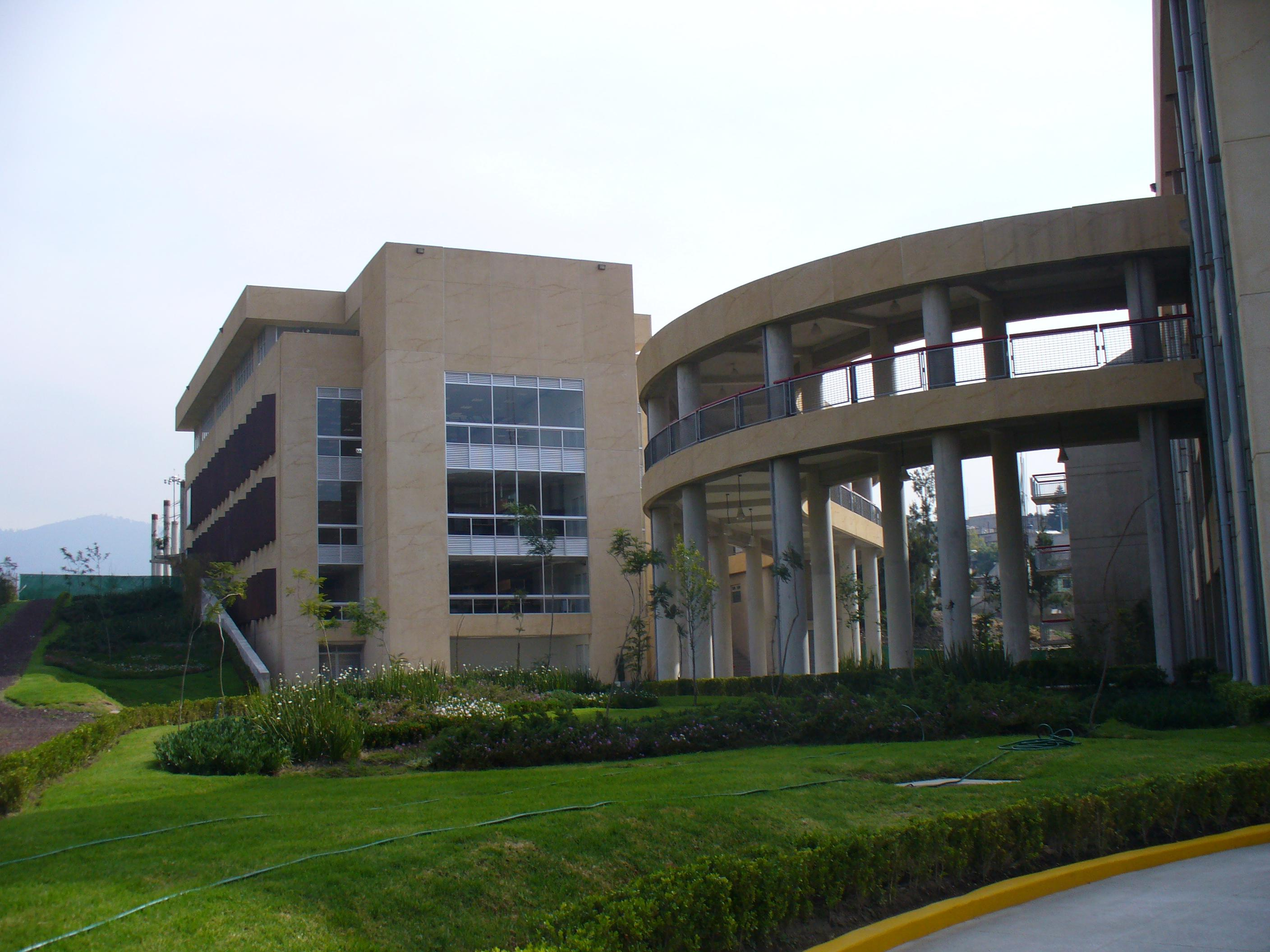
Biblioteca central y pasillo del conocimiento del campus Cuautepec de la UACM.

De acuerdo con las leyes vigentes, es también función de la UACM otorgar títulos, grados académicos, diplomas y certificados correspondientes a los conocimientos que se imparten en sus programas, independientemente de cómo fueron adquiridos dichos conocimientos. Los servicios educativos de la UACM se sustentan en los criterios que orientan la educación pública mexicana, entre ellos: el laicismo; la democracia entendida no solamente como un régimen político, sino como un sistema de vida fundado en el constante mejoramiento económico, social y cultural del pueblo; la atención especial a nuestros problemas y al aprovechamiento de nuestros recursos; la defensa de nuestra independencia política y económica; la continuidad y el acrecentamiento de nuestra cultura y la contribución a la mejor convivencia humana.
Para la UACM la educación, más que la suma de información es el desarrollo de actitudes que hagan realidad los valores antes señalados y de las habilidades de análisis, crítica e investigación que permiten al estudiante ser partícipe de la evolución de la cultura y la sociedad.
Toda persona que ha obtenido el certificado de bachillerato tiene derecho a realizar sus estudios de nivel superior y, consecuentemente, no impone otra condición de ingreso.
Sin embargo, puesto que la UACM no tiene recursos para admitir a todos los solicitantes, acude a un sorteo que se realiza ante notario público. Los aspirantes que no logran ingresar el año que hicieron su solicitud quedan registrados para la siguiente inscripción, y son incorporados en el orden que resulte del sorteo. La convocatoria se realiza en los meses de mayo y junio.

## Vida académica

### Estructura académica
La estructura académica de la UACM está constituida por los colegios de Ciencias y Humanidades, Humanidades y Ciencias Sociales y Ciencia y Tecnología, así como por sus respectivas academias y órganos de representación, que realizan funciones con el apoyo de la
Coordinación Académica. 

#### Coordinación académica
La Coordinación Académica (ca) es la instancia responsable de promover, apoyar y, en su caso, coordinar o realizar los objetivos y programas académicos de la Universidad, a través de los programas educativos que ofrece y de sus proyectos de investigación, extensión académica, vinculación cooperativa y difusión de la cultura. En lo que concierne a los fines educativos de la universidad, la ca propicia y apoya el trabajo de los colegios en la revisión y mejoramiento de los planes y programas de estudio y de la docencia en aula, asesorías y tutorías, así como la producción y difusión de materiales informativos sobre la oferta educativa y de recursos bibliográficos para los estudiantes, y tiene a su cargo el Programa de Integración que se ofrece a los estudiantes de nuevo ingreso. Entre sus demás funciones, la ca es responsable de planificar necesidades de espacios, tiempos, personal y recursos —materiales y económicos— que se requieren para la realización de los procesos académicos. También coordina —y, en su caso, participa— tanto en los procesos de reclutamiento de profesores —previa dictaminación favorable— como en los de registro y sorteo de nuevos estudiantes, de inscripciones y reinscripciones y de trámites escolares de los estudiantes.

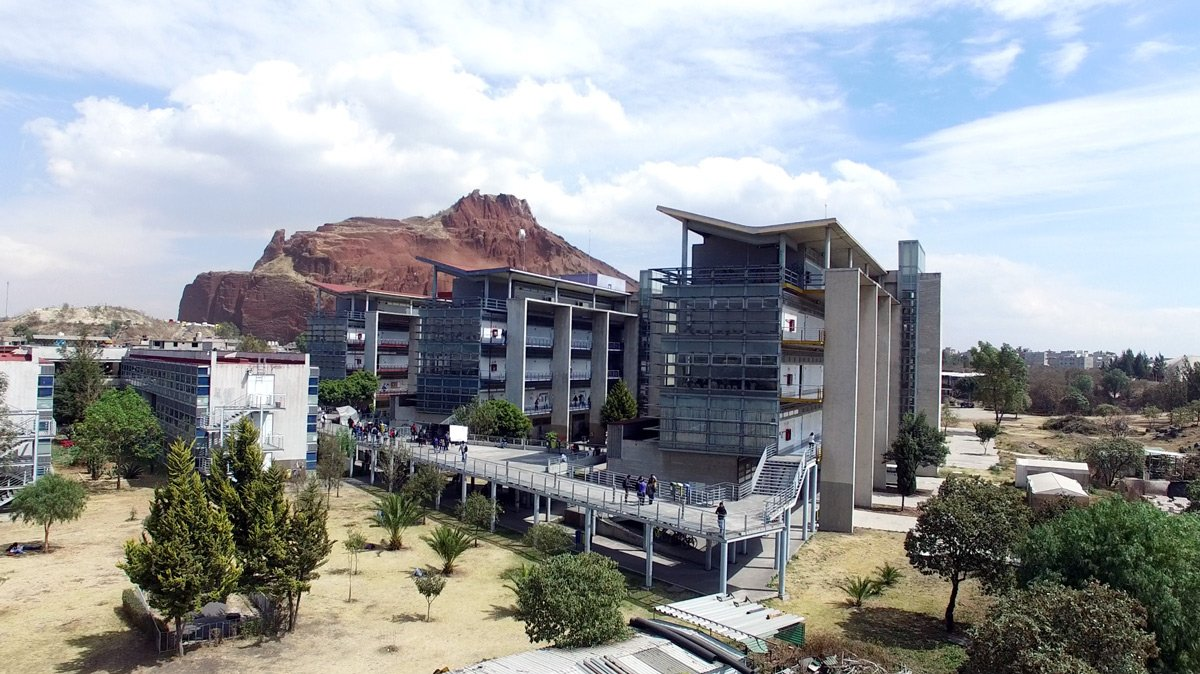
Plantel San Lorenzo Tezonco

#### Colegios
Los tres colegios en los que se organiza el trabajo académico de la universidad abarcan campos amplios de conocimiento, Ciencia y Tecnología, Humanidades y Ciencias Sociales y Ciencias y Humanidades, y ofrecen programas curriculares de nivel licenciatura y posgrado. Cada colegio está encabezado por una coordinación que tiene la función de propiciar y participar en los trabajos de proyectar, planear, coordinar, apoyar, realizar y evaluar el desarrollo de su quehacer académico. Esto incluye atender a la solidez de sus propuestas curriculares y de evaluación y sus proyectos de investigación, difusión, extensión y cooperación, así como promover el cumplimiento de sus propósitos y generar las condiciones necesarias para el desarrollo de un trabajo académico profesional de cada profesor y grupo colegiado. 

#### Academias o grupos colegiados
Los colegios tienen adscrita una planta docente cuyos integrantes se organizan en academias y/o grupos colegiados que trabajan sobre propósitos compartidos, principalmente en torno a una materia, grupo de materias o área de conocimiento correspondiente a un plan curricular; o en torno a algún proyecto o problemática específica del colegio. Entre otras actividades, estos grupos colegiados revisan y participan en la revisión, evaluación y mejoramiento de los planes y programas de estudio, realizan seminarios de actualización, reflexionan sobre su práctica docente, y buscan formas de propiciar el aprendizaje de los estudiantes. Periódicamente la academia elige entre sus integrantes un «enlace» que la representa y forma parte del órgano de representación del colegio. En general, las academias (o a veces grupos de profesores que trabajan sobre algún curso o taller) cuentan con un enlace por plantel que se coordina con el enlace general y colabora en la toma de acuerdos académicos y administrativos.

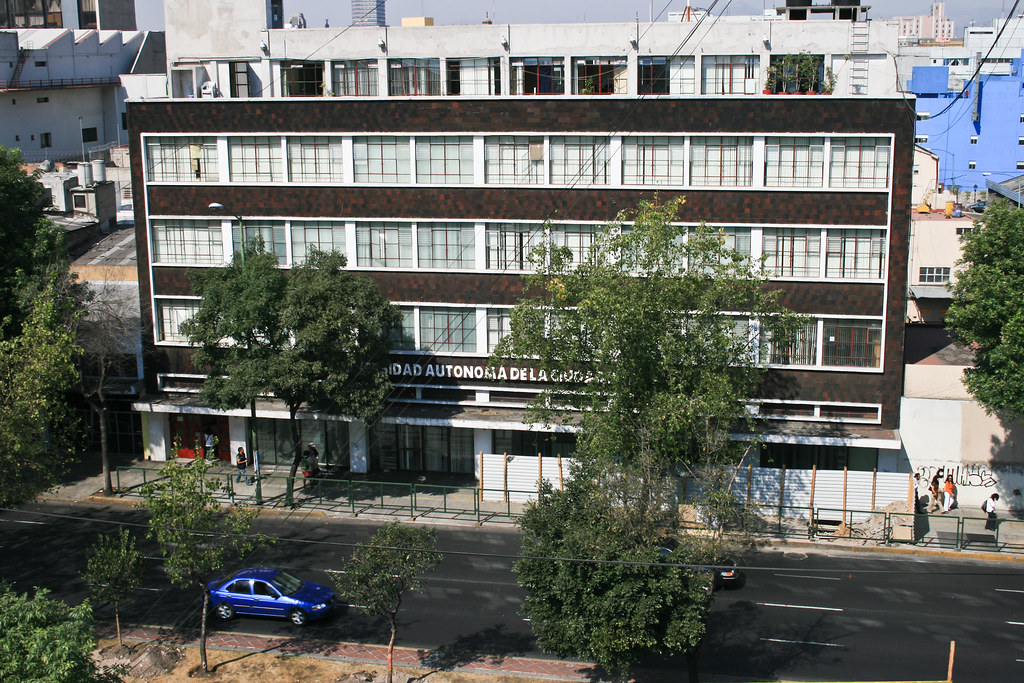
Plantel Centro Histórico

#### Órganos de representación del Colegio
La Junta de Enlaces o Consejo Académico de cada colegio se conforma con el fin de orientar mejor sus tareas y promover la participación de sus integrantes en la reflexión sobre los asuntos tanto académicos como prácticos, sobre los cuales el colegio debe tomar decisiones, idealmente discutidas y consensadas. Con este sentido sus integrantes —los enlaces de academia— tienen la responsabilidad de difundir la información de que se trate y promover la realización de trabajo colegiado para su discusión, de manera que sus perspectivas sean consideradas en las decisiones que se tomen.

### Oferta Académica
La Universidad ofrece un conjunto de programas curriculares de licenciatura y posgrado, así como uno extracurricular, el Programa de Integración que se cursa antes de iniciar la licenciatura. La oferta curricular de la UACM tiene características distintas a la de otras universidades. Por un lado, la mayoría de sus planes de estudio están diseñados para abordar los conocimientos desde la perspectiva de más de una disciplina, de tal modo que en licenciatura suelen ser multidisciplinares, y en posgrado, interdisciplinarios. Por otra parte, como ya se ha mencionado, los de licenciatura se estructuran con dos ciclos, básico y superior, con el objetivo de que en los primeros tres o cuatro semestres los estudiantes se familiaricen con perspectivas culturales amplias antes de abordar materias específicas de la especialidad que se ofrecen en el ciclo superior
A nivel Licenciatura la UACM imparte los siguientes programas:
- Colegio de Humanidades y Ciencias Sociales.
  - Arte y Patrimonio Cultural.
  - Ciencia Política y Administración Urbana.
  - Ciencias Sociales.
  - Comunicación y Cultura.
  - Creación Literaria.
  - Derecho.
  - Filosofía e Historia de las Ideas.
  - Historia y Sociedad Contemporánea.
- Colegio de Ciencia y Tecnología:
  - Ciencias Genómicas.
  - Ingeniería en Sistemas de Transporte Urbano.
  - Ingeniería en Sistemas Electrónicos Industriales.
  - Ingeniería en Sistemas Electrónicos y de Telecomunicaciones.
  - Ingeniería en Sistemas Energéticos.
  - Ingeniería en Software.
  - Modelación Matemática.
- Colegio de Ciencias y Humanidades.
  - Ciencias Ambientales y Cambio Climático.
  - Nutrición y Salud.
  - Promoción de la Salud.
  - Protección Civil y Gestión de Riesgos.

A nivel Posgrado, la UACM imparte los siguientes programas:
Colegio de Humanidades y Ciencias Sociales
- Maestría en Ciencias Sociales
- Maestría en Defensa y Promoción de los Derechos Humanos

Colegio de Ciencia y Tecnología:
- Maestría en Ciencias Genómicas
- Maestría en Ingeniería Energética[8]
- Doctorado en Ciencias Genómicas
- Doctorado en Ciencias Matemáticas[9]

Colegio de Ciencias y Humanidades
- Maestría en Ciencias de la Complejidad[10]
- Maestría en Educación Ambiental
- Maestría en Estudios de la Ciudad
- Doctorado en Estudios de la Ciudad

## Semestre de integración
A todos los estudiantes se les invita a que, una vez inscritos, se incorporen al Semestre de Integración, que tiene tres propósitos principales.
- a) Que conozcan la institución a la cual han ingresado y lo que se espera de ellos.
- b) Prepararlos para que se incorporen eficazmente a un modelo pedagógico que exige un serio compromiso y una actividad académica intensa.
- c) Subsanar las deficiencias que tengan en materias básicas como idioma y matemáticas.

Puesto que este programa de trabajo se formula de manera personal, quienes no tengan deficiencias en alguna materia no requieren cursarla. Al inicio de los estudios, a los alumnos que lo necesitan se les invita a que se incorporen a los Talleres de Desarrollo de Habilidades Básicas o a cursos de nivelación.
Algunos de ellos podrán subsanar ciertas deficiencias con trabajo individual apoyado con asesorías.
Este sistema permite, también, que los estudiantes avanzados puedan obtener el nivel de conocimientos al que aspiran sin enfrentar retrasos por los ajustes que deban realizar sus compañeros.

## Rectores

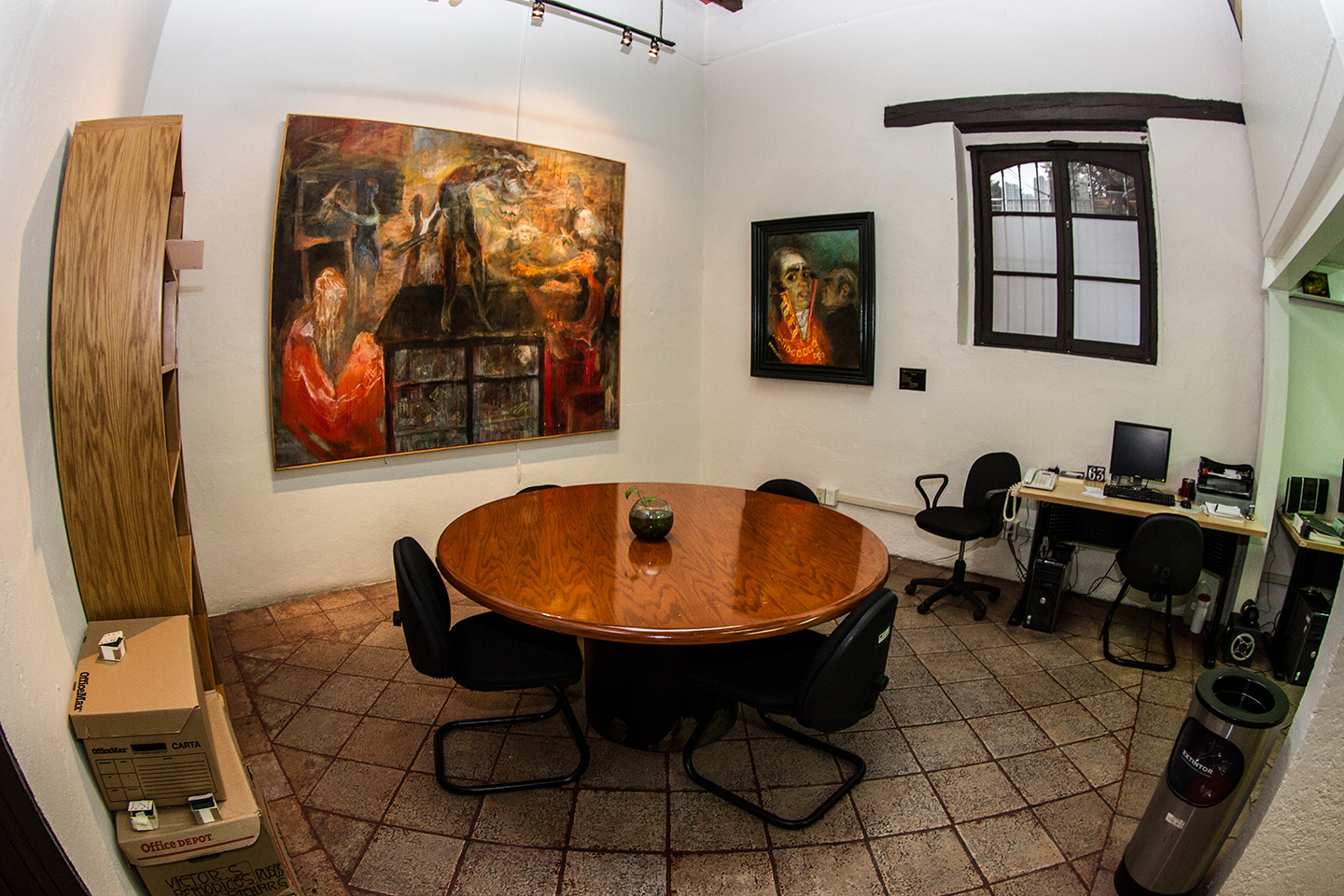
Interior de Centro Vlady de la UACM

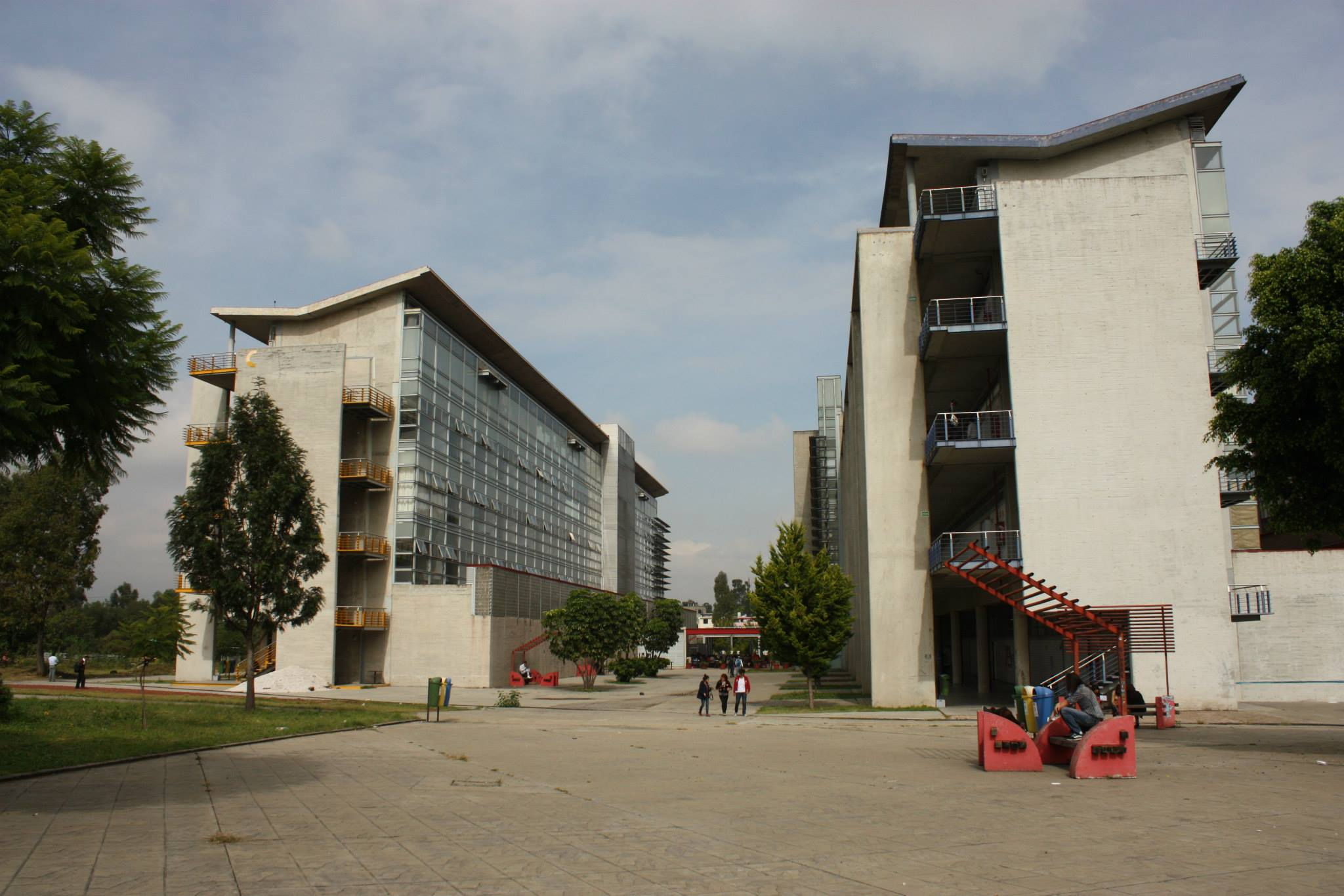
Plantel San Lorenzo Tezonco

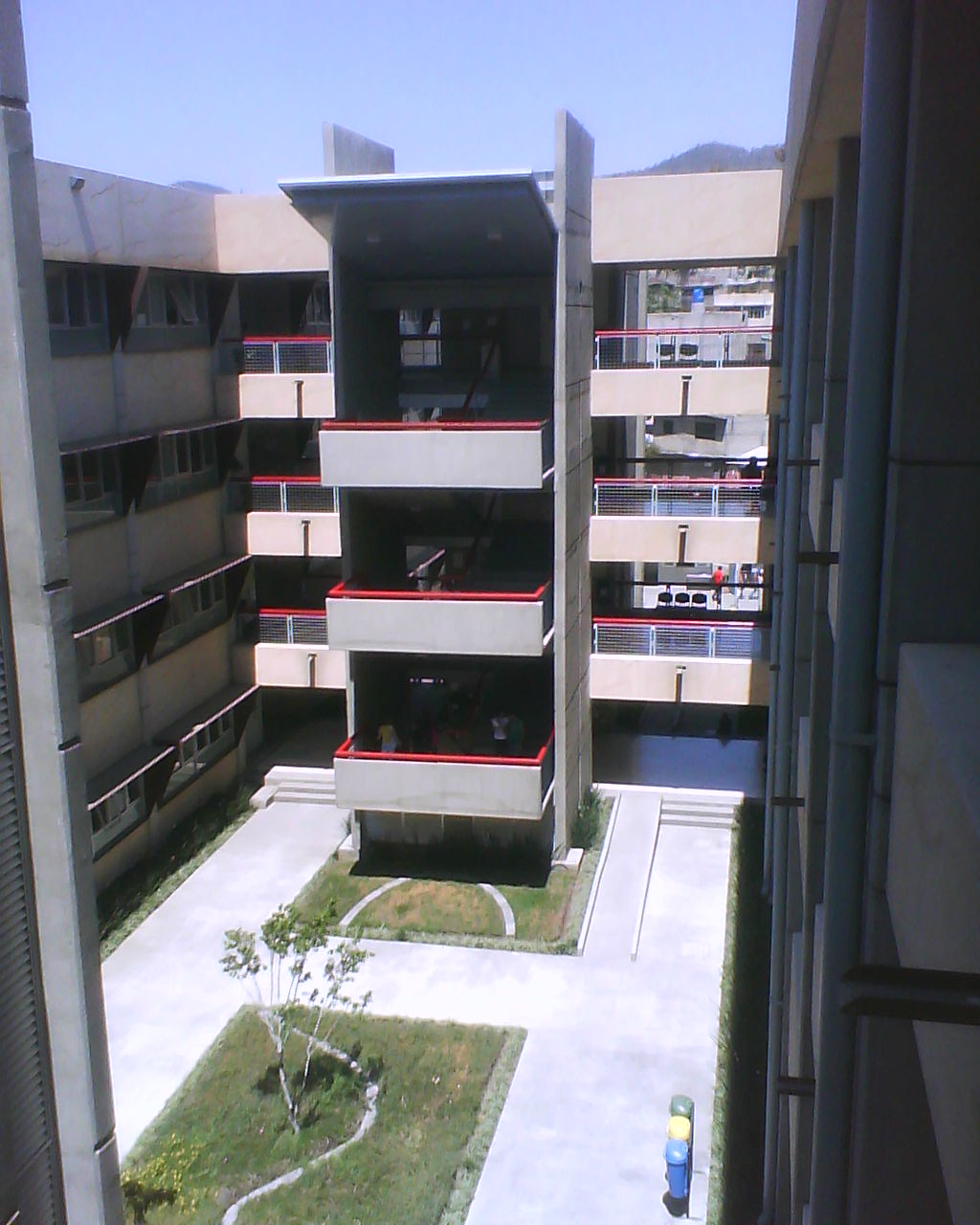
Plantel Cuautepec

- (2001-2010) Manuel Pérez Rocha, primer rector y fundador.
- (2010-2013) Esther Orozco Orozco, segunda rectora, elegida por el Primer Consejo Universitario (su mandato fue revocado por el Tercer Consejo Universitario).
- (2013-2014) Enrique Dussel, rector interino nombrado por el Tercer Consejo Universitario.
- (2014-2018) Vicente Hugo Aboites Aguilar, cuarto rector elegido por el Tercer Consejo Universitario.
- (2018-2019) Galdino Morán López, quinto rector elegido por el Quinto Consejo Universitario (su mandato fue revocado por el Sexto Consejo Universitario).[11]
- (2019-2020) Aída Patricia Arenas Chiang, encargada de despacho en ausencia del rector.
- (2020-2024) Tania Hogla Rodríguez Mora, sexta rectora elegida por el Sexto Consejo Universitario.[12]
- (2024-2028) Juan Carlos Aguilar Franco, séptimo rector elegido por el Séptimo Consejo Universitario.[13]

## Planteles
- San Lorenzo Tezonco. Dirección: Calle Prolongación San Isidro Núm. 151, pueblo San Lorenzo Tezonco, delegación Iztapalapa, México D.F., C.P. 09790
- Del Valle. Dirección: San Lorenzo Núm. 290, esquina Roberto Gayol, colonia del Valle Sur, delegación Benito Juárez, México D.F., C.P. 03100.
- Casa Libertad. Dirección: Calzada Ermita Iztapalapa Núm. 4163, colonia Lomas de Zaragoza, delegación Iztapalapa, México  D.F. , C.P. 09620.
- Centro Histórico. Dirección: Fray Servando Teresa de Mier Núm. 92 y 99, colonia Centro, delegación Cuauhtémoc, México D.F., C.P. 06080.
- Cuautepec. Dirección: Avenida la Corona Núm. 320, colonia Loma de la Palma, delegación Gustavo A. Madero, México D.F., C.P. 07160.

## Centros culturales
- Casa Talavera. Dirección: República de El Salvador Núms. 187, 189 y 191, esquina calle Talavera núm. 20, colonia Centro, delegación Cuauhtémoc, México D.F., C.P. 06060

- Centro Cultural Vlady. Dirección: Calle Goya Núm. 63, colonia Insurgentes Mixcoac, delegación Benito Juárez, México D.F., C.P. 03920
- Casa del Conde de Regla. Dirección: República de El Salvador Núm. 59, Colonia Centro, Centro, Cuauhtémoc, 06080 Ciudad de México, CDMX

## Rankings internacionales
La UACM es una universidad pública y gratuita, reconocida como una de las mejores universidades de México y América Latina. 
- Está ubicada dentro del top 29% de las universidades mejor evaluadas en el mundo para el 2022.[14]
- Está ubicada dentro del top 16% de las universidades mejor evaluadas en América Latina para el 2022.[14]
- 43 de 538 universidades evaluadas en México para el 2022.[14]
- 11 de 42 instituciones públicas y privadas en la Ciudad de México para el 2022.[14]

Las carreras mejor evaluadas son:
- 10 en Derecho de 538 universidades evaluadas en México para el 2022.[15]
- 16 en Genética de 538 universidades evaluadas en México paral el 2022.[15]
- 20 en Escritura creativa de 538 universidades evaluadas en México para el 2022.[15]
- 28 en Filosofía de 538 universidades evaluadas en México para el 2022.[15]
- 28 en Matemáticas de 538 universidades evaluadas en México para el 2022.[15]